# Japansko Carstvo
Japansko Carstvo je država nastala 1868. kada je car Meiji stupio na prijestolje, a trajalo je do kapitulacije 1945. kada je završio Drugi svjetski rat. Razdoblja Meiji, Taishō i Shōwa u japanskoj povijesti su dobila imena po carevima koji su tada bili na prijestolju: Meiji (Mutsuhito), Taishō (Yoshihito) i Shōwa (Hirohito). Za razdoblja Meiji dokinut je feudalni sustav, započeo je brzi gospodarski razvoj Japana, okončana je teritorijalna razdijeljenost zemlje i izvršen je upravni preustroj i modernizacija vojske. Od 1870-ih Japan se uključuje u podjelu interesnih područja. 
Japan je tada bio zemlja brze industrijalizacije i militarizacije pod sloganom "Fukoku Kyōhei" - "Obogatite zemlju, ojačajte vojsku" te se ubrzo uspostavio kao svjetska sila. Kao rezultat kinesko-japanskog rata i rusko-japanskog rata, Japan je dobio Tajvan i pola Sahalina, a kasnije je pripojio i Koreju (1910.). Japan je i dalje povećavao svoj utjecaj i proširio vojsku, što je dovelo do invazije Mandžurije i drugog kinesko-japanskog rata (1937.). Početkom Drugog svjetskog rata Japan sklapa 1940. Trojni pakt s Njemačkom i Italijom (Sile Osovine) te osvaja velik dio istočne Azije i Pacifika. Unatoč vojnom uspjehu tijekom prve polovice pacifičkog rata, Japansko Carstvo je ipak doživjelo poraz, a atomska bombardiranja Hirošime i Nagasakija naveli su ga da kapitulira 2. rujna 1945. čime je svjetski rat završen.